# Witkeellijstergaai
De witkeellijstergaai (Pterorhinus albogularis, synoniem Garrulax albogularis) is een zangvogel uit de familie Leiothrichidae.

## Verspreiding en leefgebied
Deze soort komt voor van de Himalaya tot Vietnam en telt drie ondersoorten:
- G. a. whistleri: de westelijk Himalaya.
- G. a. albogularis: de centrale en oostelijke Himalaya.
- G. a. eous: zuidelijk China en noordwestelijk Vietnam.

## Status
De grootte van de populatie is niet gekwantificeerd maar de soort wordt omschreven als schaars tot zeer algemeen. Op de Rode lijst van de IUCN heeft deze soort de status niet bedreigd.